# Esquina (Corrientes)
Esquina is een plaats in het Argentijnse bestuurlijke gebied Esquina in de provincie Corrientes. De plaats telt 26 399 inwoners op een grondgebied van 3928 vierkante km. Het ligt op 700 km van Buenos Aires tussen twee rivieren, de Corriente en de Parana. De stad heeft sinds 1806 stadsrechten en is vooral populair bij vissers.

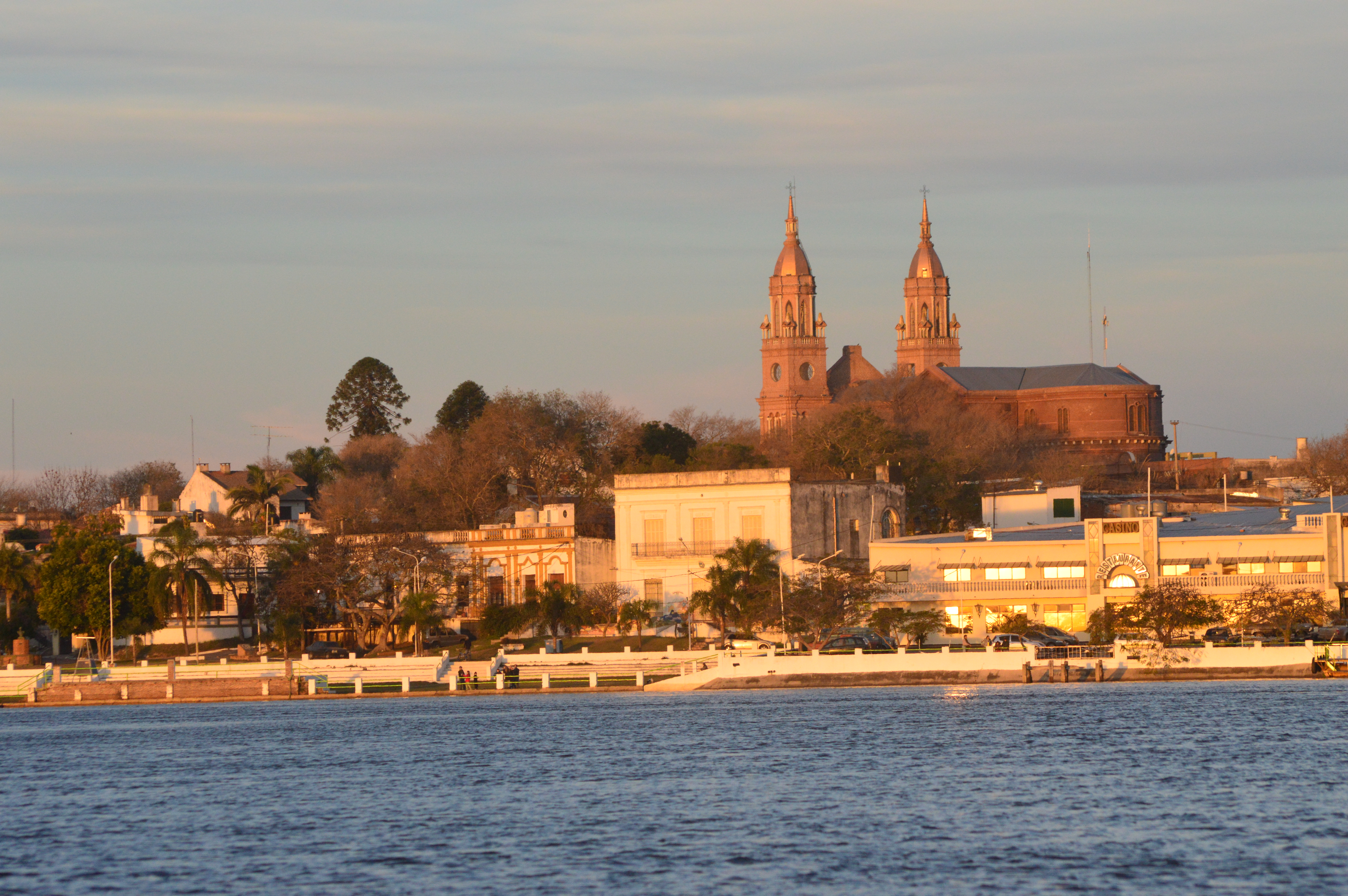
Panorama